# Transsubstantiatie
Transsubstantiatie is in de theologie van de Katholieke Kerk de verandering van brood en wijn in het lichaam en bloed van Christus die volgens de katholieke leer tijdens de eucharistieviering of mis plaatsvindt.

## Dogma
De filosofisch-metafysische term als dusdanig werd voor het eerst in de 13e eeuw gebruikt; op het Vierde Lateraans Concilie. In 1215, tijdens dit concilie, kondigde paus Innocentius III het dogma van de ‘transsubstantiatie’ af: al blijven het brood en de wijn onveranderd voor de menselijke waarneming, toch veranderen ze bij de consecratie werkelijk in respectievelijk het lichaam en bloed van Christus. Zoals de eucharistie het ‘sacrament der sacramenten’ was geworden, zo groeide het dogma van de transsubstantiatie uit tot een soort strijdkreet van de kerk tegen ‘ketters’ en twijfelende christenen.
Bij de transsubstantiatie wordt een onderscheid gemaakt tussen dat wat wel verandert (de zelfstandigheid = substantie) en datgene wat niet verandert (de verschijningsvorm). Er is geen sprake van transmaterialisatie, hoewel de verschijningsvorm bij eucharistische wonderen in Lanciano en Amsterdam wel veranderd is. Diverse vermeende wonderen in de 13e eeuw werden door de kerk als bewijs gezien van de waarheid van de kerkelijke leer. Grote bekendheid geniet het Wonder van Bolsena dat zich in 1263 zou hebben voorgedaan. Een priester van Boheemse afkomst had zijn twijfels over de transsubstantiatie. Terwijl hij in de kerk van Santa Christina in Bolsena de mis aan het opdragen was, zou de hostie ineens zijn gaan bloeden, een afdoend bewijs van het incarnatiemysterie. Hij snelde naar Orvieto waar zich op dat moment de paus Urbanus IV bevond; deze zag in het eucharistisch mirakel eveneens een volledige bevestiging van de transsubstantiatie.
Het gaat bij de transsubstantiatie niet, zoals vaak wordt gedacht, om de leer dat Christus werkelijk tegenwoordig is in het Sacrament, maar om de verklaring op welke manier Christus tegenwoordig komt in het Sacrament.
Rond 1960 hebben sommige theologen zoals Piet Schoonenberg S.J. en Luchesius Smits O.F.M.Cap. aan het eucharistisch mysterie een meer symbolische betekenis willen geven en noemden dat transsignificatie (= verandering van betekenis) of transfinalisatie (= verandering van doel).
Kort daarop stelde Paus Paulus VI in de encycliek Mysterium Fidei van 3 september 1965 echter dat theologen weliswaar over de betekenis van de Eucharistie mogen nadenken en discussiëren om tot een dieper verstaan ervan te komen, maar zonder de leer (theologische doctrine) van de transsubstantiatie te verwerpen of onvermeld te laten. Transsignificatie en transfinalisatie werden in de rooms-katholieke geschiedenis altijd door de pausen verworpen als ketterijen.
Volgens het katholieke dogma (geloofswaarheid) is elke christen aan de geconsacreerde heilige Hostie en aan de geconsacreerde wijn goddelijke aanbidding verschuldigd, zelfs aan het kleinste deeltje (partikel) ervan.

## Protestantisme
De meeste protestanten geloven niet in de transsubstantiatie. Wel geloven zij dat de gelovige op het moment dat hij het brood en de wijn tot zich neemt, werkelijk gemeenschap heeft aan het lichaam van Christus. Luther wees de leer van de transsubstantiatie af ten gunste van de consubstantiatie. Het verschil is subtiel. Luther leerde dat het brood en de wijn naast het vlees en het bloed van Jezus tegenwoordig zijn in plaats van erin te veranderen. De bekende protestantse broeder frère Roger geloofde wél in de transsubstantiatie.

## Andere toepassingen van het woord
Hoewel het woord transsubstantiatie meestal aan het christelijke geloof doet denken, geeft het Woordenboek der Nederlandsche taal een ruime betekenis als eerste betekenis, namelijk: Wezensverandering, overgang in een ander wezen. Ongewoon.. De term transsubstantiatie kan dus nog betrekking hebben op andere gebieden dan deze van het christelijke geloof. Een voorbeeld zijn de alchemisten die lood in goud willen veranderen. In bijvoorbeeld de literatuur wordt het woord ook gebruikt voor de auteur die, door zijn ervaringen om te zetten in een boek, bezig is met transsubstantiatie: zichzelf, en/of de eigen ervaringen over doen gaan in een verhaal.

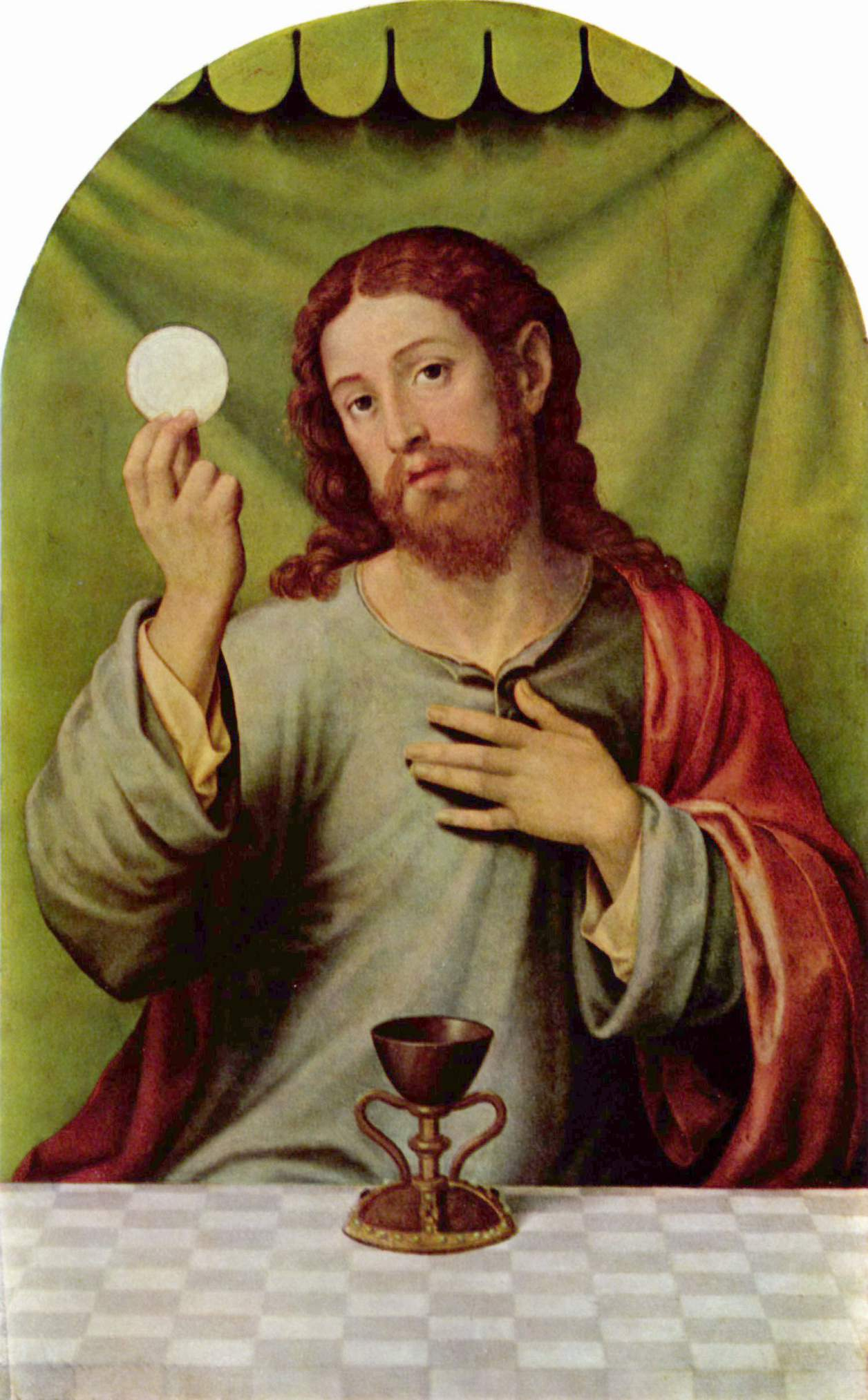
Jezus Christus met de Eucharistie